# Krasna Slobidka, Obuhiv
Krasna Slobidka (în ucraineană Красна Слобідка) este localitatea de reședință a comunei Krasna Slobidka din raionul Obuhiv, regiunea Kiev, Ucraina.

## Demografie
Componența lingvistică a localității Krasna Slobidka
     Ucraineană (98,54%)
     Rusă (1,08%)
     Alte limbi (0,06%)
Conform recensământului din 2001, majoritatea populației localității Krasna Slobidka era vorbitoare de ucraineană (98,54%), existând în minoritate și vorbitori de rusă (1,08%).